# بالينهيم (باد كاليه)
بالينهيم (بالفرنسية: Balinghem)‏ هي بلدية تقع في إقليم باد كاليه من منطقة نور با دو كاليه في شمال فرنسا. تبلغ مساحة هذه المدينة 5.79 (كم²)، وترتفع عن سطح البحر 8 م، يبلغ عدد سكانها 1086 نسمة حسب إحصاء المعهد الوطني للإحصاء والدراسات الاقتصادية سنة 2009 م. وترأس Jean-Claude Vandenbergue البلدية خلال فترة (2008-2014).